# This Is Infinite
《This Is INFINITE》（韓語：디스 이즈 인피니트）是以韩国Woollim Entertainment公司培养的当红人气男子组合 INFINITE为主角的真人秀类综艺节目，这档节目没有固定MC，没有固定的的节目环节，每期都有各自的特色主题。《This Is  INFINITE》的制作PD郑有贞此前也制作了《 INFINITE你是我的哥哥》、《Seasame Player》、《 INFINITE的序列王》等综艺，这档节目依然围绕 INFINITE全员的真实面貌展开，还原最真实的 INFINITE。

## 概要
《This Is Infinite》是以組合七名成員為整個節目的核心，每個成員都有自己的獨特魅力，獨居老人金聖圭，愛心販賣機南優鉉，花美男L(金明洙)，才幹小子、Hip-Hop戰士Hoya（李浩沅），初丁李成烈，嘴唇美男肯尼亞平臉人張東雨，檸檬糖老么李成鍾。每期節目最大化的發揮各自的特有魅力，展示自己魅力同時還展現著這個團隊的精神面貌，節目幽默風趣自由，戶外室內相結合，充分展現了七名成員完美的綜藝才能，有待成為韓國新一代男子組合綜藝王。

## 节目内容
| 节目数 | 播放日期 | 节目内容                                       |
| ------ | -------- | ---------------------------------------------- |
| 第一期 | 20140206 | 偷拍INFINITE成员的真实状态                     |
| 第二期 | 20140213 | 各成员竞争队长职务，成烈最终取代圣圭成新领导人 |
| 第三期 | 20140220 | 成员发散各自魅力，博得女人心                   |
| 第四期 | 20140227 | 挑战运动小子Hoya，上演爆笑冬奥会               |
| 第五期 | 20140306 | 证明人气各自使出浑身解数                       |
| 第六期 | 20140313 | INFINITE重回校园，做回久别的高中生             |
| 第七期 | 20140320 | 成员争相亲吻美男子L                            |
| 第八期 | 20140327 | INFINITE可爱睡衣SHOW，牵手共餐共厕共休息       |

## 外部連結
| INFINITE官方連結 - This Is Infinite官方网站 （） | Woollim官方連結 - Woollim Entertainment官方网站 （） （英文） |